# Молодіжна вулиця (Київ)
Молоді́жна ву́лиця — вулиця в Солом'янському районі міста Києва, селище Жуляни. Пролягає від безіменного проїзду до вулиці Павла Потоцького.

## Історія
Вулиця сформувалася в середині XX століття як дублюючий відтинок Шкільної вулиці. Під сучасною назвою починає фігурувати на картосхемах з початку 2010-х років. 
З 1955 по 1984 рік таку ж назву мала Вулиця Миколи Юнкерова.